# Rechavia

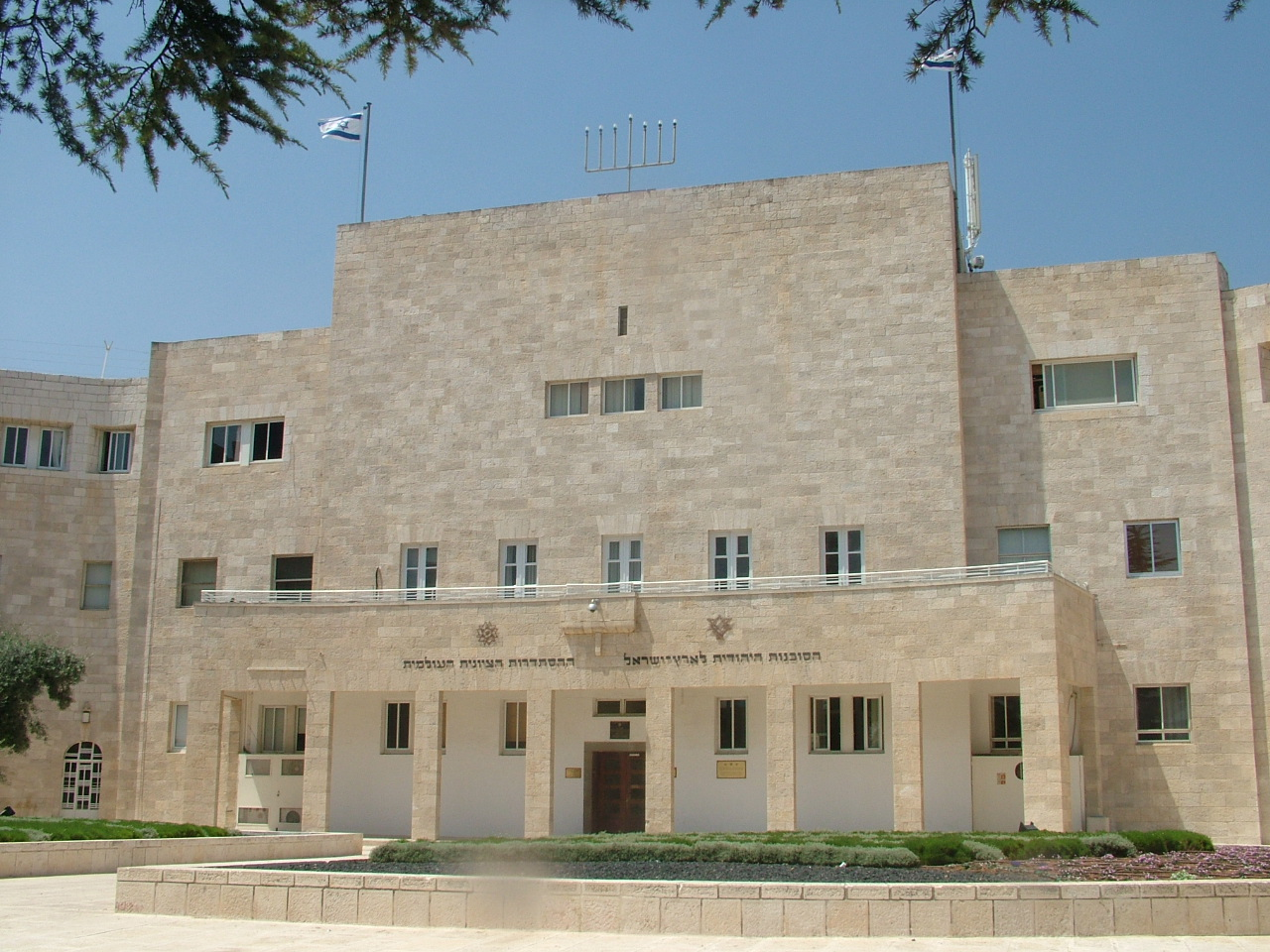
Bejt ha-Mossadot ha-Leʾummijjim, kurz ha-Sochnut in Rechavia

Rechavia (hebräisch רחביה / רְחַבְיָה Rəchavjah, englisch Rehavia, arabisch رَحَفْيَا, DMG Raḥafyā) ist ein Stadtteil von Jerusalem zwischen der Innenstadt und dem Talpiot-Viertel. Seit seiner Errichtung ist er für seine zahlreichen namhaften Bewohner, unter anderem Professoren der Hebräischen Universität Jerusalem, Regierungsangestellte und Diplomaten, aber auch Intellektuelle und Denker aus Wissenschaft und Kultur bekannt. Noch heute zählt Rechavia zu den wohlhabenderen Teilen der Stadt. Der Architekt Eliezer Yellin gab dem Viertel den Namen des Enkelsohns des Mose.

## Geschichte

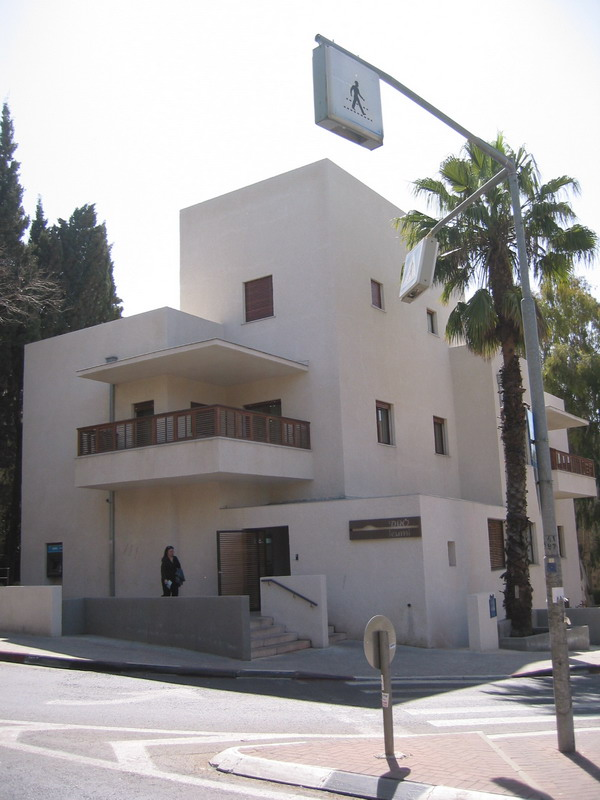
Bonem House von 1935, in dem für das Quartier typischen Internationalen Stil

Rechavia wurde 1924 auf einem Gelände des Griechisch-Orthodoxen Patriarchats gegründet, das in großen finanziellen Schwierigkeiten war, weil wegen der Entwicklung in Russland kaum noch orthodoxe Pilger kamen. Arthur Ruppins Palestine Land Development Company (PLDC) erwarb das Land. Der Jüdische Nationalfonds kaufte es und beauftragte den Architekten Richard Kauffmann mit der Gestaltung einer Gartensiedlung. Später gelangte Rechavia wieder in den Besitz der PLDC im Austausch gegen Land in der Jesreelebene, wiewohl der Jüdische Nationalfonds einige Grundstücke in seinem Besitz hielt. Das Gymnasium von Rechavia, die Yeshurun-Synagoge und der Bejt ha-Mossadot ha-Leʾummijjim (בֵית הַמּוֹסָדוֹת הלְאוּמִיִּים Haus der Nationalen Institutionen, 1928–1936 erbaut), u. a. Sitz von ha-Sochnut ha-Jehudit le-Eretz Jisraʾel (הַסּוֹכְנוּתִ היְּהוּדִית לְאֶרֶץ יִשְׂרָאֵל Jüdische Agentur für Israel), wurden auf diesem Land gebaut.
Modell für Rechavia standen die Gartensiedlungen in Europa, architektonisch orientierte man sich am Internationalen Stil. Die erste Phase, genannt „Rechavia Alef“, mit zunächst 114 Privatparzellen für Einfamilienhäuser und Gärten, entstand ab 1922 unter der gestalterischen Verantwortung von Richard Kauffmann, des leitenden Architekten und Stadtplaners der Sochnut. Kauffmann entwarf 20 Privathäuser im Stadtviertel selbst – darunter „Beit Aghion“, die heutige Residenz des israelischen Premierministers. Rechavia wurde begrenzt durch die King George Street im Osten, die Ramban Street im Süden, die Ussishkin Street im Westen und die Keren Kayemet Street im Norden. Um den ruhigen Charakter zu erhalten, erlaubte die Stadtteilverwaltung Geschäfte nur an den Ecken der beiden Hauptstraßen. Die engen Nebenstraßen gestatteten nicht allzu viel Verkehr. Der von Bäumen gesäumte Boulevard inmitten der Nachbarschaft war eine Fußgängerzone. Nach weiterem Grunderwerb 1930 entstand nach Kauffmanns Plänen in der zweiten Bauphase „Rechavia Bet“ in Richtung Süden hin zur Gaza Street.

### Villa Leʾah
1931 errichtete der Staatsanwalt Mikhail Abkarius (auch Michael Abcarius), der damals angesehenste Strafrechtler im Mandatsgebiet Palästina, in Rechavia die Villa Leah. Der Christ Abkarius benannte sie nach seiner 30 Jahre jüngeren jüdischen Frau Leah Tennenbaum (auch Tenanbaum). Die ehemalige Geliebte des osmanischen Militärkommandanten Cemal Pascha, die er 1930 geheiratet hatte, galt in ihrer Zeit als besonders glamouröse Frau und stand im Ruf, „eine der schönsten jüdischen Frauen in Palästina“ zu sein. Als sie ihn sitzen ließ, wurde die Villa in der Ben-Maimon-Straße 1935 vom äthiopischen Kaiser Haile Selassie als Bleibe für sein Exil gemietet, nachdem Italiens Armee sein Land im Abessinienkrieg überfallen hatte. In den 1950er Jahren konnte sie Mosche Dajan günstig erstehen, später bewohnte sie der Politiker Josef Burg.

### Deutsch-jüdisches Erbe
Seit seiner Errichtung in den 1920er Jahren war das Viertel traditionell mit dem deutsch-jüdischen Bildungsbürgertum verbunden wie deren Nachfahren, die Jeckes, die auf deutschsprachige Einwanderer zurückgehende israelische Volksgruppe, was sich zum einen durch die vielen Einwanderer und Flüchtlinge aus Deutschland und zum anderen durch den Einfluss des Städtebaus nach deutschem Vorbild ergab. So wurde das Quartier etwa unter Leitung der aus Deutschland stammenden Architekten Erich Mendelsohn oder Richard Kauffmann in Charakter und Dimension mitunter stark von den grünen Stadtteilen Dahlem oder Grunewald in Berlin geprägt. Noch immer befindet sich mit der Schocken-Bibliothek des deutsch-jüdischen Verlegers Salman Schocken die größte deutschsprachige Büchersammlung Israels im Quartier. Die zwischen 1934 und 1936 von Erich Mendelsohn für seinen langjährigen Mäzen Salman Schocken entworfene Schocken-Bibliothek mit rund 60.000 Werken gehört zu den bedeutendsten Beispielen deutsch-jüdischen Kulturerbes in Israel. In seinen ersten Jahrzehnten galt das Viertel als „deutscher“ Stadtteil. Der Jerusalemer Architekturhistoriker David Kroyanker beschrieb Rechavia gar als eine „preußische Insel im Meer des Orients.“

### Rechavia im Krieg
Dem Palästinakrieg von 1948/1949 ging der sogenannte „Jüdische Aufstand“ rechtszionistischer Kräfte gegen die Briten voraus: Am 6. Mai 1947 wurde der 16-jährige Lechi-Plakataushänger Alexander Rubowitz bei einem Einsatz der Palestine Police in Rechavia gefasst und vermutlich von Roy Farran durch Folter getötet.

### Gymnasia Rechavia

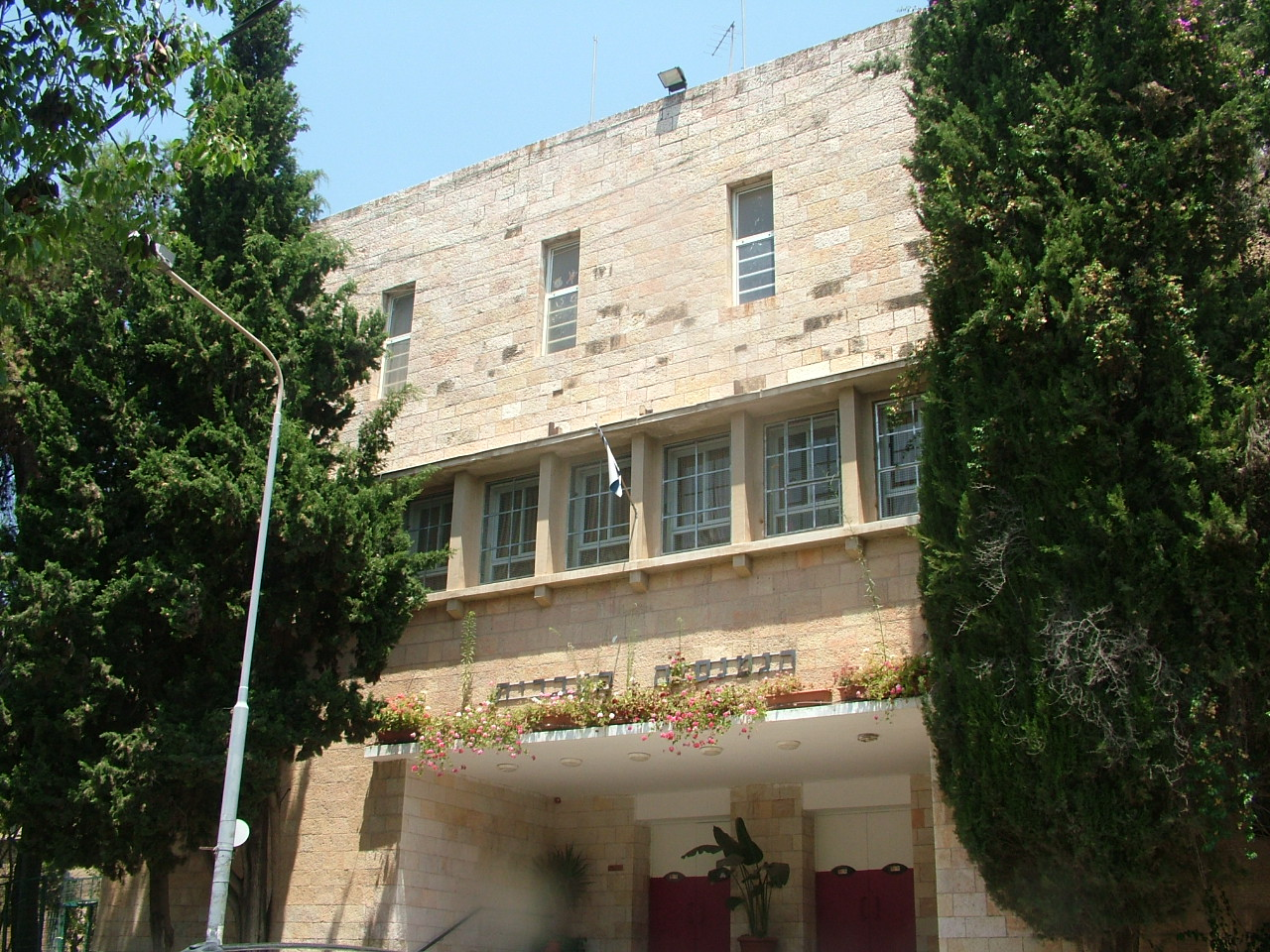
Das Gymnasia Rechavia, die zweitälteste hebräischsprachige Sekundarschule Israels

Das Gymnasia Rechavia war das zweite moderne, hebräische Gymnasium des späteren Staates Israel, nachdem in Jaffa im Jahr 1905 bereits das Hebräische Herzlia-Gymnasium eröffnet worden war. Das Gymnasium wurde im Jahr 1909 in Jerusalem errichtet, zog 1928 in seine heutige Heimstätte an der HaKeren HaKayemet Le-Israel-Straße, und wurde auch als Lehrstätte des späteren israelischen Präsidenten Yitzhak Ben-Zvi und seiner Frau Rachel Jannaʾit berühmt. Zu den namhaften Absolventen des Gymnasiums zählen unter anderem die Schriftsteller Abraham B. Jehoshua und Amos Oz sowie die Bibelgelehrte Trude Dothan, und die spätere Präsidentin des Obersten Gerichtshof Israels Miriam Naor.

## Straßennamen
Die meisten Straßennamen Rechavias sind nach Philosophen und Gelehrten des Goldenen jüdischen Zeitalters auf der iberischen Halbinsel des 14. und 15. Jahrhunderts benannt. Unter anderem also nach Isaak Abrabenel, Moses Maimonides (Rambam), Abraham ibn Esra, Rabbi Moses ben Nachman (Ramban) und David Kimchi (Radak). Zu den Ausnahmen gehört berüchtigterweise die nach dem Zionistenführer Menachem Ussishkin benannte Straße, welche vormals nach Jehuda Halevy benannt war, allerdings zum 70. Geburtstag des zionistischen Politikers von diesem eigenhändig nach ihm umbenannt wurde.

## In der Literatur
In der Literatur der Nachkriegszeit wurde das Quartier in Gedichten und Aufsätzen von Mascha Kaléko, in Amos Oz’ Roman Eine Geschichte von Liebe und Finsternis (2002) oder Yoram Kaniuks Tagebuch-Roman Der letzte Berliner (2002) besprochen und skizziert. Hierbei wurde immer auch besonders auf das kulturelle und historische Erbe des deutschen Judentums im noch jungen jüdischen Staat nach 1948 eingegangen.

## Berühmte Bewohner
- Robert Aumann, Nobelpreisträger
- Aharon Appelfeld, Schriftsteller
- David Ben-Gurion, erster israelischer Premierminister
- Avraham Burg, ehemaliger Sprecher der Knesset
- Walter Eytan, israelischer Diplomat
- David Flusser, Religionswissenschaftler
- Leah Goldberg, Schriftstellerin und Lyrikerin
- Moshe Goshen-Gottstein, Philologe und Professor für Linguistik
- Jiggaʾel Jadin, Archäologe und Generalstabschef[18]
- Teddy Kollek, langjähriger Bürgermeister Jerusalems
- Werner Kraft, Literaturwissenschaftler
- Else Lasker-Schüler, Lyrikerin
- Golda Meir, ehemalige israelische Premierministerin
- Miriam Naor, Präsidentin des Obersten Gerichts Israels
- Benjamin Netanjahu, Premierminister Israels
- Chaim Potok, amerikanisch-jüdischer Schriftsteller
- Arthur Ruppin, Soziologe
- Salman Schocken, Kaufmann und Verleger (vgl. Schocken Verlag)
- Gershom Scholem, Religionsgelehrter
- Haile Selassie, letzter Kaiser von Abessinien[7]
- Menachem Ussishkin, Zionist